# Pierwsza tetralogia

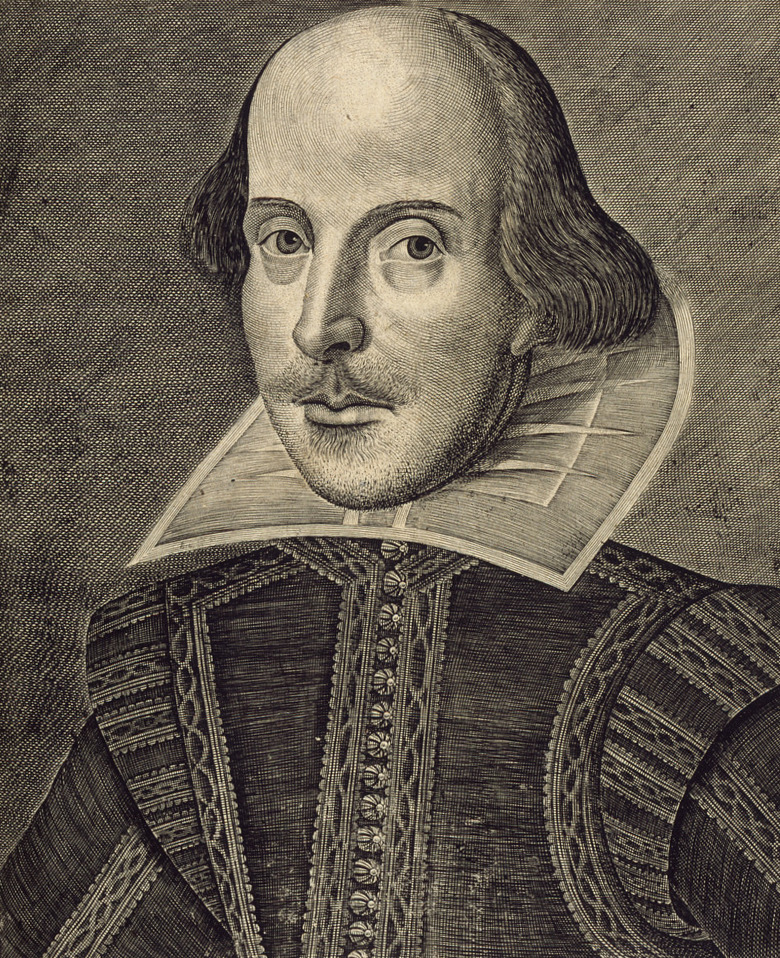
William Shakespeare

Pierwsza tetralogia – cykl czterech kronik, napisanych przez Williama Shakespeare’a w latach 90. XVI w. Składa się na niego:
- Henryk VI, część 1
- Henryk VI, część 2
- Henryk VI, część 3
- Ryszard III

Następcą tego cyklu była druga tetralogia. Idea obu tetralogii powstała w XX wieku; nie ma dowodów, że autor je zaplanował.